# Ethan Erhahon
Ethan Erhahon (* 9. Mai 2001 in Glasgow) ist ein schottischer Fußballspieler, der bei Lincoln City unter Vertrag steht.

## Karriere

### Verein
Ethan Erhahon spielte in der Jugend des FC St. Mirren. Am 7. Oktober 2017 absolvierte Erhahon für die Saints sein erstes Spiel als Profi im Achtelfinale des Challenge Cup gegen die Raith Rovers. Im April 2018 folgte sein zweiter Einsatz in der Profimannschaft im Zweitligaspiel gegen den FC Falkirk. In der Saison 2017/18 stiegen die Saints aus Paisley als Meister in die Scottish Premiership auf. In der Hinrunde der Erstligaspielzeit 2018/19 kam der 17-Jährige unter Oran Kearney zehnmal zum Einsatz. Sein erstes Spiel in der Premiership absolvierte er dabei am 3. November 2018 gegen die Glasgow Rangers.
Im Januar 2023 wechselte er zum englischen Drittligisten Lincoln City.

### Nationalmannschaft
Ethan Erhahon gab am 18. August 2017 sein Debüt in der schottischen U-17 gegen Italien bei einer 1:2-Niederlage. Für die U-17 spielte er bis 2018 insgesamt zehnmal. Im Oktober 2018 spielte Erhahon erstmals in der U-18. Sein Debütspiel absolvierte er dabei gegen die U-18-Auswahl Usbekistans im spanischen Málaga.